# Китайско водно мъчение
Китайско водно мъчение е популярното име за метод на мъчение, при което вода бавно капе върху челото на човек. Тази форма на мъчение била описана под различно име от Хиполитус де Марсилис в Италия през XVI век. Твърди се, че това е най-мъчителната смърт на света. Бръсне се косата на жертвата и се връзва тялото. Говори се, че след всяка следваща капка светът се срива отново и отново.

## Доказателства за употреба
Няма доказателство, че тази форма на мъчение някога е била употребявана от китайците. Популярността на термина Китайско водно мъчение може да прозлиза от Китайската водна клетка за мъчения на Хари Худини (майсторството на бягството представено в Берлин, цирка Буш, 21 септември 1912 г.; вързаният Худини бил поставен и провесен с главата надолу в заключена направена от стъкло и стомана кутия с преливаща вода, от която той избягал), както и от историите за Фу Манчу от Сакс Рохмър, които били популярни през 30-те години на XIX век (в които злият Фу Манчу подлага неговите жертви на различни хитроумни мъчения, като якето от тел). Хиполитус де Марсилис е признат в отношение изобретяването на форма на водно мъчение. Имайки наблюдения как капки вода падат една по една върху камък постепенно създали вдлъбнатина, той приложил методът върху човешкото тяло.